# Football League Third Division
Football League Third Division, oftast bara kallad Third Division, var en nationell professionell fotbollsdivision i England, som grundades inför säsongen 1920/21. Efter bara en säsong ersattes den av två regionala divisioner, Third Division North och Third Division South, men den återkom säsongen 1958/59 och existerade till och med säsongen 2003/04. Den representerade fram till och med säsongen 1991/92 den tredje högsta nivån i det engelska ligasystemet, under Second Division. Under perioden från och med säsongen 1992/93 till och med säsongen 2003/04 representerade divisionen den fjärde högsta nivån.
Från och med säsongen 2004/05 benämns den tredje högsta nivån inom The Football League som League Two.
Den första säsongen var det bara en klubb som blev uppflyttad till Second Division, men när Third Division återuppstod säsongen 1958/59 var det två klubbar som flyttades upp, samtidigt som de två sämst placerade klubbarna i Second Division flyttades ned. Upp- och nedflyttning mellan Second Division och Third Division utökades till tre klubbar från och med 1974. Från och med 1987 avgjordes den tredje uppflyttningsplatsen genom ett kvalspel (playoff), där under de två första säsongerna även den klubb som kom tredje sist i Second Division deltog.
Nedflyttning till Fourth Division drabbade från och med 1958/59 de fyra sämst placerade klubbarna i Third Division.

## Ursprungliga klubbar

### 1920/21
De ursprungliga 22 klubbarna som deltog då divisionen grundades inför säsongen 1920/21 var:
- Brentford
- Brighton & Hove Albion
- Bristol Rovers
- Crystal Palace
- Exeter City
- Gillingham
- Grimsby Town
- Luton Town
- Merthyr Town
- Millwall
- Newport County
- Northampton Town
- Norwich City
- Plymouth Argyle
- Portsmouth
- Queens Park Rangers
- Reading
- Southampton
- Southend United
- Swansea Town
- Swindon Town
- Watford

### 1958/59
De 24 klubbarna som deltog då divisionen återuppstod inför säsongen 1958/59 var:
- Accrington Stanley
- Bournemouth & Boscombe Athletic
- Bradford City
- Brentford
- Bury
- Chesterfield
- Colchester United
- Doncaster Rovers
- Halifax Town
- Hull City
- Mansfield Town
- Newport County
- Norwich City
- Notts County
- Plymouth Argyle
- Queens Park Rangers
- Reading
- Rochdale
- Southampton
- Southend United
- Stockport County
- Swindon Town
- Tranmere Rovers
- Wrexham

## Mästare
Nedan följer listor med mästare och uppflyttade klubbar per säsong:

### 1920–1921 och 1958–1992 (Nivå 3)
Under den här perioden representerade Third Division den tredje högsta nivån av det engelska ligasystemet. Dagens motsvarighet är League One.
Klubbar med asterisk (*) blev inte uppflyttade.
| Säsong  | Mästare (antal titlar)  | Tvåa                   | Övrig uppflyttad/ playoffvinnare |
| ------- | ----------------------- | ---------------------- | -------------------------------- |
| 1920/21 | Crystal Palace          | Southampton*           |                                  |
| –       | –                       | –                      |                                  |
| 1958/59 | Plymouth Argyle         | Hull City              |                                  |
| 1959/60 | Southampton             | Norwich City           |                                  |
| 1960/61 | Bury                    | Walsall                |                                  |
| 1961/62 | Portsmouth              | Grimsby Town           |                                  |
| 1962/63 | Northampton Town        | Swindon Town           |                                  |
| 1963/64 | Coventry City           | Crystal Palace         |                                  |
| 1964/65 | Carlisle United         | Bristol City           |                                  |
| 1965/66 | Hull City               | Millwall               |                                  |
| 1966/67 | Queens Park Rangers     | Middlesbrough          |                                  |
| 1967/68 | Oxford United           | Bury                   |                                  |
| 1968/69 | Watford                 | Swindon Town           |                                  |
| 1969/70 | Leyton Orient           | Luton Town             |                                  |
| 1970/71 | Preston North End       | Fulham                 |                                  |
| 1971/72 | Aston Villa             | Brighton & Hove Albion |                                  |
| 1972/73 | Bolton Wanderers        | Notts County           |                                  |
| 1973/74 | Oldham Athletic         | Bristol Rovers         | York City                        |
| 1974/75 | Blackburn Rovers        | Plymouth Argyle        | Charlton Athletic                |
| 1975/76 | Hereford United         | Cardiff City           | Millwall                         |
| 1976/77 | Mansfield Town          | Brighton & Hove Albion | Crystal Palace                   |
| 1977/78 | Wrexham                 | Cambridge United       | Preston North End                |
| 1978/79 | Shrewsbury Town         | Watford                | Swansea City                     |
| 1979/80 | Grimsby Town            | Blackburn Rovers       | Sheffield Wednesday              |
| 1980/81 | Rotherham United        | Barnsley               | Charlton Athletic                |
| 1981/82 | Burnley                 | Carlisle United        | Fulham                           |
| 1982/83 | Portsmouth (2)          | Cardiff City           | Huddersfield Town                |
| 1983/84 | Oxford United (2)       | Wimbledon              | Sheffield United                 |
| 1984/85 | Bradford City           | Millwall               | Hull City                        |
| 1985/86 | Reading                 | Plymouth Argyle        | Derby County                     |
| 1986/87 | Bournemouth             | Middlesbrough          | Swindon Town                     |
| 1987/88 | Sunderland              | Brighton & Hove Albion | Walsall                          |
| 1988/89 | Wolverhampton Wanderers | Sheffield United       | Port Vale                        |
| 1989/90 | Bristol Rovers          | Bristol City           | Notts County                     |
| 1990/91 | Cambridge United        | Southend United        | Grimsby Town Tranmere Rovers     |
| 1991/92 | Brentford               | Birmingham City        | Peterborough United              |

### 1992–2004 (Nivå 4)
Under den här perioden representerade Third Division den fjärde högsta nivån av det engelska ligasystemet. Dagens motsvarighet är League Two.
| Säsong  | Mästare (antal titlar) | Tvåa              | Trea             | Playoffvinnare      |
| ------- | ---------------------- | ----------------- | ---------------- | ------------------- |
| 1992/93 | Cardiff City           | Wrexham           | Barnet           | York City           |
| 1993/94 | Shrewsbury Town        | Chester City      | Crewe Alexandra  | Wycombe Wanderers   |
| 1994/95 | Carlisle United        | Walsall           | –                | Chesterfield        |
| 1995/96 | Preston North End      | Gillingham        | Bury             | Plymouth Argyle     |
| 1996/97 | Wigan Athletic         | Fulham            | Carlisle United  | Northampton Town    |
| 1997/98 | Notts County           | Macclesfield Town | Lincoln City     | Colchester United   |
| 1998/99 | Brentford              | Cambridge United  | Cardiff City     | Scunthorpe United   |
| 1999/00 | Swansea City           | Rotherham United  | Northampton Town | Peterborough United |
| 2000/01 | Brighton & Hove Albion | Cardiff City      | Chesterfield     | Blackpool           |
| 2001/02 | Plymouth Argyle        | Luton Town        | Mansfield Town   | Cheltenham Town     |
| 2002/03 | Rushden & Diamonds     | Hartlepool United | Wrexham          | Bournemouth         |
| 2003/04 | Doncaster Rovers       | Hull City         | Torquay United   | Huddersfield Town   |

1. ↑  Bara ettan och tvåan gick upp automatiskt denna säsong